# Ortoño
Ortoño (llamada oficialmente San Xoán de Ortoño) es una parroquia española del municipio de Ames, en la provincia de La Coruña, Galicia.

## Otras denominaciones
La parroquia también es conocida por el nombre de San Juan de Ortoño.

## Geografía
Su superficie ronda los 9,3 km cuadrados, y está enclavada en el centro del ayuntamiento de Ames, siendo el nexo que une las parroquias de Bugallido y Biduído con el resto del término municipal. 
La orografía de la parroquia va desde la llanura formada por aportes fluviales del río Sar, al oeste, a las suaves líneas de ascenso del valle de la Maía en dirección norte y este. Su altitud va desde los 30 m hasta los 150 m sobre el nivel del mar en algún otero.

## Límites
Limita por el norte con la parroquia de San Esteban de Covas, por el sur con la de San Julián de Bastavales, en el municipio de Brión, por el este con la de San Pedro de Bugallido y por el oeste con las de Santa María dos Anxos y San Fins de Brión, ambas del municipio de Brión.

## Organización territorial
La parroquia está formada por veinte entidades de población, constando diecinueve de ellas en el anexo del decreto en el que se aprobó la actual denominación oficial de las entidades de población de la provincia de La Coruña.
- Agro do Muíño
- Aldea Nova
- Bertamiráns
- Cantalarrana
- Carballido
- Casaliño
- Castrigo
- Condomiña (A Condomiña)
- Cortes (As Cortes)
- Iglesia (A Igrexa)
- Lapido
- Maguxe
- O Instrumento
- Pedregal (O Pedregal)
- Ortoñiño
- Punxeiras Altas (As Punxeiras Altas)
- Punxeiras Baixas (As Punxeiras Baixas)
- Santo (O Santo)
- Sisalde
- Tarroeira (A Tarroeira)

## Demografía
| Gráfica de evolución demográfica de Ortoño entre 2000 y 2018 |
|                                                              |
| Datos según el nomenclátor publicado por el INE.             |

## Historia
Existen evidencias prerromanas en los restos, aun sin estudiar, del castro de Ortoño, a las orillas del río Sar. Sin embargo sus orígenes al igual que la mayoría de las parroquias en Galicia, proviene de una villa romana en la que entre los siglos IV y V se construyó un oratorio cristiano.
Posteriormente este oratorio privado fue el germen de una primitiva iglesia y los límites de las propiedades de la villa en los territorios y lugares que conformarían la parroquia.
En la Edad Media, con el descubrimiento de la tumba del apóstol Santiago y el traslado de la silla episcopal de Iria Flavia a Santiago, Ortoño y muchas otras parroquias de su entorno fueron donadas a la Iglesia de Santiago por los Reyes de León. Quizás fuese desde ese momento en que Ortoño pasa a formar parte del arciprestazgo del Giro de la Rocha.
En la Baja Edad Media, se sabe que varios de los lugares de la parroquia, incluida la iglesia pertenecían al monasterio compostelano de San Payo de Antealtares. Este en el siglo XIV tenía estas propiedades aforadas o arrendadas a la familia de los Mariño de Lobería, que hacía finales de siglo las vendieron a los Ocampo compostelanos. A su vez los Ocampo emparentaron con los Moscoso, señores de Altamira y futuros condes, a quienes acabaron perteneciendo la mayoría de los lugares de la parroquia.
En el siglo XV los Moscoso alternan momentos de entendimiento y enfrentamiento con la iglesia compostelana, en los que van aumentando su poder a costa de esta, hasta llegar a un enfrentamiento abierto a partir de 1470 en que Lope Sánchez de Moscoso se proclama conde de Altamira.
Sus sucesores y los de la iglesia compostelana llegan a un acuerdo en el siglo XVI de crear en la Maía dos jurisdicciones: la Maía, ya antigua pero mermada en extensión y propiedad de la iglesia, y la de Altamira con propiedades del conde.
Ortoño pertenecía en gran parte a la de Altamira, y dependía en lo administrativo del condado y de su capital en Brión. Los lugares de Punxeiras, Condomiña, Bertamiráns, y Casal eran la excepción pues pertenecían al cabildo de Santiago y por tanto a la jurisdicción de Maía. Los lugares de Punxeiras y Condomiña además eran parte de una tenencia y disponían de juez y notario propio.En el siglo XIX al abolirse los señoríos y crearse los ayuntamientos desaparecen las jurisdicciones de Altamira y Maía y se crea el municipio de Ames, al cual desde entonces pertenece.

### SigloXIX. Relación de Rosalía de Castro con Ortoño
En 1837 nace en Santiago la escritora Rosalía de Castro, posible hija de José Martínez Viojo, sacerdote y oriundo de Ortoño en el lugar do Castro. Según la tradición, Rosalía pasó sus primeros años de vida viviendo con sus tías paternas en Ortoño, aunque después de los trabajos de Victoria A. Ruiz de Ojeda sabemos que la infancia de Rosalía transcurrió, al menos desde los 4 años, siempre al lado de su madre, en Padrón.
En 1923, en recuerdo de la infancia de la escritora, un grupo de gallegista funda en el  Castro De Ortoño el Seminario de Estudos Galegos

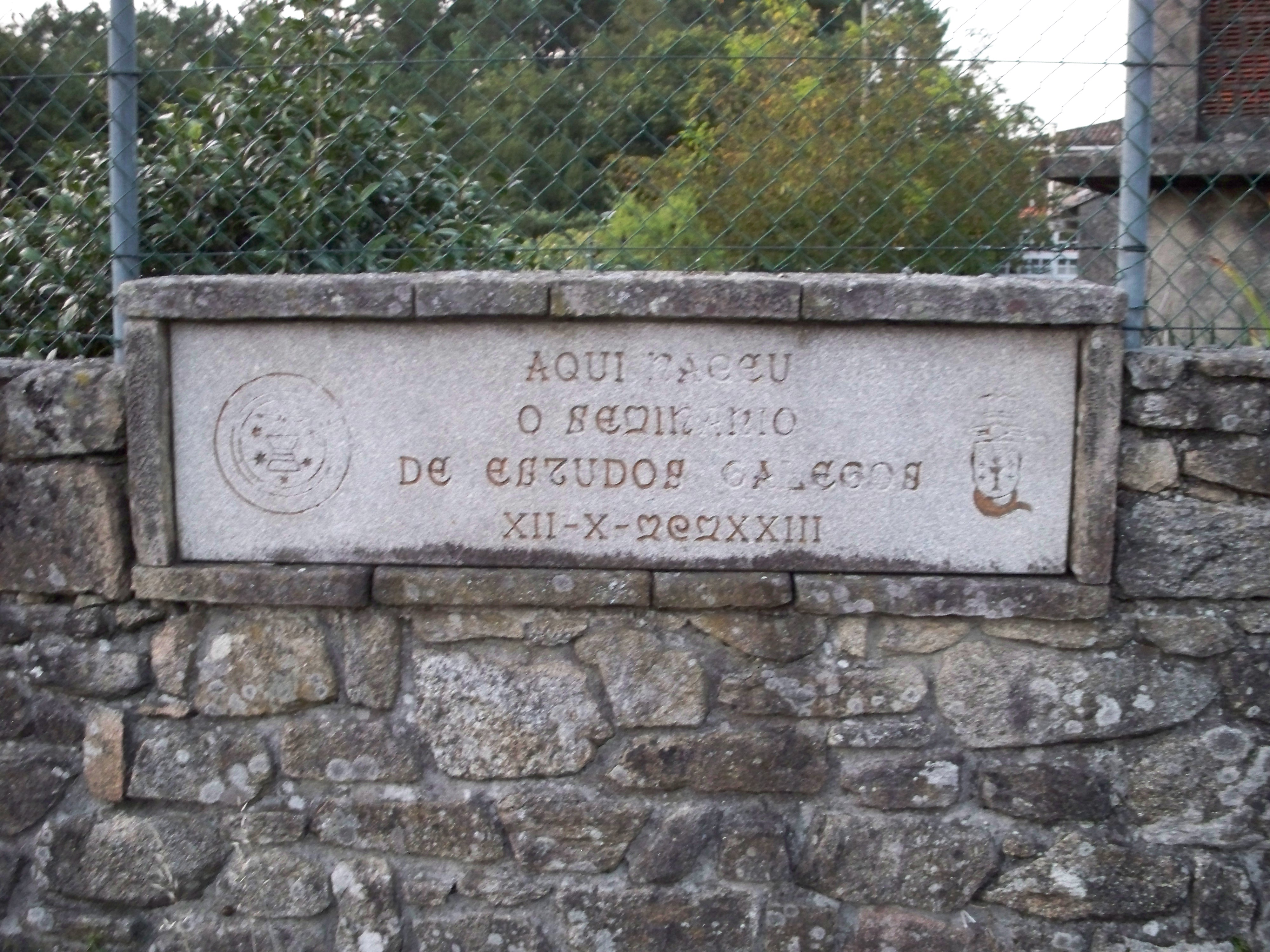
Placa conmemoratia en O Castro.

Es a principios del siglo XX, cuando el alcalde de Ames, y residente en Bertamiráns traslada la capital municipal a este lugar de la parroquia de Ortoño, permaneciendo hasta la actualidad, en que debido al gran urbanización de su entorno se ha convertido en una de las localidades de mayor población de la periferia de Santiago.

## Patrimonio Artístico
Desde un punto de vista civil existen ejemplos de arquitectura popular que se materializa en hórreos, palomares, y alguna casa antigua. Sin embargo, las representaciones artísticas más relevantes que se conservan en la parroquia de Ortoño son fundamentalmente religiosas y se concretan en la arquitectura y la escultura.

### Esculturas
La más antigua es una talla de piedra policromada de una Virgen madre con el niño Jesús, que se conserva en la capilla de Lapido. Sus trazas la datan posiblemente a principios del siglo XIV. Parece tener influencias de la pintura italiana que a su vez tiene influencias bizantinas. 
Del siglo XVII data el Cristo de la Caridad, de estilo barroco, que se encuentra en la iglesia parroquial. Se sabe por un contrato de 1629 que lo realizó Domingo d’Emeri(1), un entallador de origen francés afincado en Santiago. En el mismo contrato también se convino la realización de un San Andrés, una Santa María y un San Juan para el mismo altar, en el que hoy se conservan.
Entre todas las tallas conservadas en la iglesia de Ortoño, sobresale una de las dos de San Juan Bautista en el altar mayor, la procesional. Fue compuesta en la década de los 70 del siglo XVIII por el escultor Ferreiro.

### Arquitectura
Sobresale en este aspecto el conjunto parroquial. La iglesia es de planta latina y su construcción se alargó desde principios del siglo XVIII hasta la segunda mitad del XIX. La capilla mayor fue acabada hacía 1719, la sacristía hacia 1739, y el cuerpo principal se termina en el siglo XIX al igual que la torre de estilo barroco. La casa rectoral data de 1712, aunque tiene elementos más antiguos como la gran cocina en el primer piso. Posee esta, además una galería y un palomar integrado dentro de los muros de la casa.
En el lugar de Lapido, se halla la capilla de la Virgen de la Merced, la cual carece de elementos relevantes.
Cabe mencionar también los tres cruceiros situados en los lugares de O Santo, Cantalarrana y Bertamiráns. Los tres tiene un porte esbelto y una buena factura, siendo los dos primeros de mediados del XVIII, y el segundo del XIX.

## Religión
En lo eclesiástico pertenece al arciprestazgo de A Maía y a la archidiócesis de Santiago de Compostela.

## Festividades
Las fiestas patronales de San Juan se celebran los días 24, 25 y 26 de junio. El primer día en honor de San Juan Bautista, el segundo al Santísimo Sacramento y el tercero a San Antonio de Padua.
Además se celebran otras fiestas en honor de:
- La Virgen Peregrina, en el segundo domingo de agosto. (en la capilla de la cofradía de la Peregrina de Bertamiráns)
- Santa Filomena, en el primer domingo de septiembre.
- La Virgen de la Merced, el día 24 de septiembre. (en la capilla de Lapido)